# Перрі (Міссурі)
Перрі (англ. Perry) — місто (англ. city) в США, в окрузі Роллс штату Міссурі. Населення — 665 осіб (2020).

## Географія
Перрі розташоване за координатами 39°26′1″ пн. ш. 91°39′43″ зх. д. / 39.43361° пн. ш. 91.66194° зх. д. (39.433622, -91.661845).  За даними Бюро перепису населення США в 2010 році місто мало площу 3,38 км², з яких 3,27 км² — суходіл та 0,11 км² — водойми.

## Демографія
Згідно з переписом 2010 року, у місті мешкали 693 особи в 323 домогосподарствах у складі 191 родини. Густота населення становила 205 осіб/км².  Було 436 помешкань (129/км²).
Расовий склад населення:
| - 97,7 % — білих - 0,1 % — корінних американців - 1,0 % — осіб інших рас |

До двох чи більше рас належало 1,2 %. Частка іспаномовних становила 3,5 % від усіх жителів.
За віковим діапазоном населення розподілялося таким чином: 18,5 % — особи молодші 18 років, 60,0 % — особи у віці 18—64 років, 21,5 % — особи у віці 65 років та старші. Медіана віку мешканця становила 48,1 року. На 100 осіб жіночої статі у місті припадало 103,2 чоловіків;  на 100 жінок у віці від 18 років та старших — 96,9 чоловіків також старших 18 років.
Середній дохід на одне домашнє господарство  становив 46 986 доларів США (медіана — 38 417), а середній дохід на одну сім'ю — 60 541 долар (медіана — 46 125). За межею бідності перебувало 11,7 % осіб, у тому числі 14,0 % дітей у віці до 18 років та 7,5 % осіб у віці 65 років та старших.
Цивільне працевлаштоване населення становило 316 осіб. Основні галузі зайнятості: виробництво — 17,7 %, освіта, охорона здоров'я та соціальна допомога — 16,8 %, роздрібна торгівля — 15,2 %.

## Персоналії
- Персі Гіт (1884-1933) — американський сценарист і драматург.